# Prithwindra Mukherjee
Prithwindra Mukherjee (Calcuta, 20 de octubre de 1936– 30 de noviembre de 2024) fue un investigador bengalí establecido en París desde 1966.
Es etnomusicólogo, poeta, traductor y especialista en las filosofías hindúes. Trabajó para el Centre National de la Recherche Scientifique entre 1981 y 2003 y ha publicado varias obras en francés y inglés.

## Premios y distinciones
- 1986, Tesis doctoral estatal comenzada por Raymond Aron, fallecido en 1983
- 2009, Chevalier de l'Ordre des Arts et des Lettres

## Obras
- Les racines intellectuelles du mouvement d'indépendance de l'Inde (1893-1918), préface de Jacques Attali, Éd. Codex, Talmont-Saint-Hilaire, 2010, 472 p. ISBN 978-2-918783-02-2[2]
- Thât/Mélakartâ, Les échelles fondamentales de la musique indienne du Nord et du Sud, Éd. Publibook, Paris, 2010, 494 p.[3]